# Elecciones generales de Austria de 1975
Las elecciones parlamentarias fueron realizadas en Austria el 5 de octubre de 1975. El resultado fue la victoria del Partido Socialdemócrata de Austria, el cual obtuvo 93 de los 183 escaños. La participación electoral fue de un 92.9%.

## Resultados
|                         |                                    |           |      |         |       |
| Partido                 | Partido                            | Votos     | %    | Escaños | +/–   |
|                         | Partido Socialdemócrata de Austria | 2.326.201 | 50.4 | 93      | 0     |
|                         | Partido Popular Austríaco          | 1.981.291 | 42.9 | 80      | 0     |
|                         | Partido de la Libertad de Austria  | 249.444   | 5.4  | 10      | 0     |
|                         | Partido Comunista de Austria       | 55.032    | 1.2  | 0       | 0     |
|                         | Grupo de Revolucionarios Marxistas | 1.024     | 0.0  | 0       | Nuevo |
|                         | Lista Steinacher Franz             | 440       | 0.0  | 0       | 0     |
|                         | Votos en blanco/nulos              | 49.252    | –    | –       | –     |
| Total                   | Total                              | 4.662.684 | 100  | 183     | 0     |
| Fuente: Nohlen & Stöver |                                    |           |      |         |       |